# چشمه وقت و ساعت (دورود)
چشمه وقت و ساعت در سینه، پریز کوه شهرستان دورود واقع شده‌است، این چشمه اسرارآمیز به این جهت وقت ساعت نامیده می‌شود، که در فواصل زمانی خاص و به صورت کاملاً طبیعی قطع و وصل می‌گردد. یکی دیگر از زیبائی‌های چشمه وقت ساعت قرار گرفتن آن در غاری است که بعد از روان شدن از دل غار مسیری راطی و سپس به دامنه‌های کوه پریز سرازیر شده و جریان می‌یابد. این پدیده طبیعی در طول سال به قوت خود باقی است، لذا مدت قطع و برقرای جریان آب چشمه در فصول سال متفاوت است، معمولاً فاصله هر قطع و وصل از نظر زمانی و با توجه به فصول سال، بین ۴۵ دقیقه تا یک ونیم ساعت در نوسان می‌باشد.